# Erik Keedus
Erik Keedus (Tallinn, 27 aprile 1990) è un cestista estone.

## Carriera
Con l'Estonia ha disputato i Campionati europei del 2015.

## Palmarès
- Campionato estone: 4

Kalev/Cramo: 2015-16, 2016-17, 2017-18, 2018-19